# Método de fatoração de Fermat

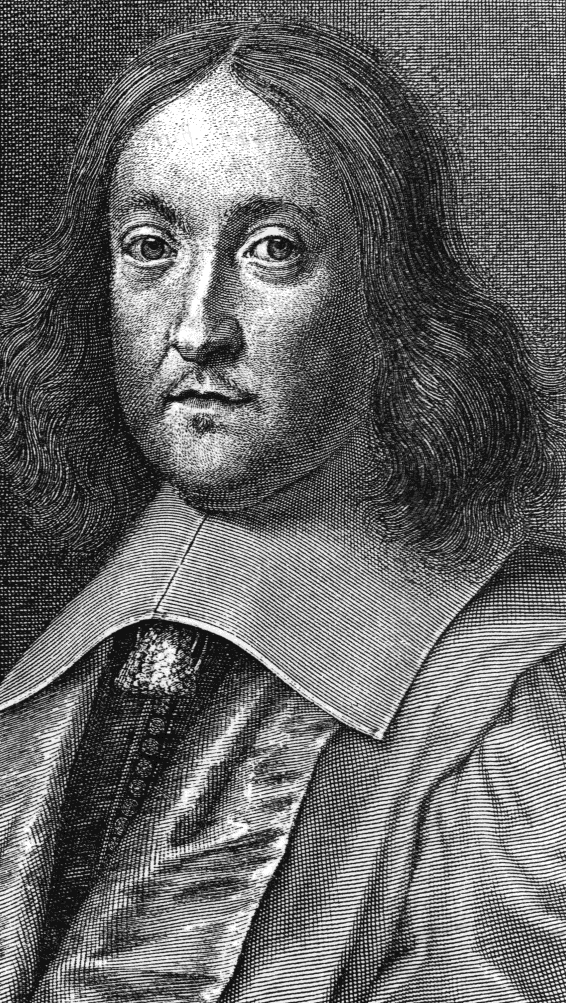
Pierre de Fermat.

O método de fatoração de Fermat, em homenagem a Pierre de Fermat, baseia-se na representação de um número inteiro ímpar, é representado pela diferença de dois quadrados:
{\displaystyle N=a^{2}-b^{2}.}
A diferença é algebricamente fatorial {\displaystyle (a+b)(a-b)}; se nenhum fator for igual a um, isso é uma fatoração apropriada para N.
Cada número ímpar tem uma única representação. De fato, se {\displaystyle N=cd} é a fatoração de N, então
{\displaystyle N=\left({\frac {c+d}{2}}\right)^{2}-\left({\frac {c-d}{2}}\right)^{2}}
Desde que N seja ímpar, então c e d também são impares, porque suas metades são inteiras. (Um múltiplo de quatro também é uma diferença de quadrados, desde que c e d também seja.)
Em sua forma mais simples, o método de Fermat pode ser ainda mais lento do que a divisão comum (no pior caso). No entanto, a combinação de divisão comum e do método de Fermat é mais eficaz do que qualquer outro.

## O método básico
Tenta vários valores para  a , esperando que {\displaystyle a^{2}-N=b^{2}}, seja um quadrado.
FermatFactor(N): // N deve ser impár
a ← ceil(sqrt(N))
b2 ← a*a - N
while b2 isn't a square: // Enquanto b2 não for um quadrado
a ← a + 1    // equivalente a: b2 ← b2 + 2*a + 1
b2 ← a*a - N //               a ← a + 1
endwhile
return a - sqrt(b2) // ou a + sqrt(b2)
Por exemplo, para fatorar {\displaystyle N=5959}, nos tentamos primeiro a é a raiz quadrada de {\displaystyle 5959} arrendondando para o próximo inteiro, que é {\displaystyle 78}.  Então, {\displaystyle b^{2}=78^{2}-5959=125}.  Mas 125 não é quadrado então, a segunda tentativa é feita incrementando o valor de a em 1.  A segunda tentativa também falha, por que novamente 282 não é quadrado.
| Tentativa: | 1     | 2     | 3   |
| a          | 78    | 79    | 80  |
| b2         | 125   | 282   | 441 |
| b          | 11.18 | 16.79 | 21  |

A terceira tentativa produz o quadrado perfeito de 441. Então, {\displaystyle a=80}, {\displaystyle b=21},e o fatorial de {\displaystyle 5959} é {\displaystyle a-b=59}, e {\displaystyle a+b=101}.
Suponha que N tem mais de dois fatores primos. Esse procedimento primeiro acha as fatorações com menores valores de a e b. Ou seja, {\displaystyle a+b} é o menor fator ≥ a raiz quadrada de N. E assim {\displaystyle a-b=N/(a+b)} é o maior fator ≤ root-N. Se o procedimento achar {\displaystyle N=1\cdot N}, isso mostra que N é primo.
Para {\displaystyle N=cd}, onde c é o maior fator de sub raiz. {\displaystyle a=(c+d)/2}, então o número de passos é aproximadamente {\displaystyle (c+d)/2-{\sqrt {N}}=({\sqrt {d}}-{\sqrt {c}})^{2}/2=({\sqrt {N}}-c)^{2}/2c}.
Se N é primo (de modo que {\displaystyle c=1}), ele precisa de {\displaystyle O(N)} passos! Está é uma maneira ruim de provar primalidade. Mas se N é um fator próximo a sua raiz quadrada, o método funciona rapidamente. Mais precisamente, se c difere menos que {\displaystyle {\left(4N\right)}^{1/4}} a partir de {\displaystyle {\sqrt {N}}} o método requer somente um passo. Note que isso independe o tamanho de N.

## Fermat e divisão comum
Considere tentar o fator do número primo N = 2345678917, mas também calcular b and a − b.  Começando a partir de {\displaystyle {\sqrt {N}}}, nos podemos criar a tabela:
| a     | 48,433   | 48,434   | 48,435   | 48,436   |
| b2    | 76,572   | 173,439  | 270,308  | 367,179  |
| b     | 276.7    | 416.5    | 519.9    | 605.9    |
| a − b | 48,156.3 | 48,017.5 | 47,915.1 | 47,830.1 |

Na pratica, não se incomodaria com essa última linha, até b é um número inteiro. Mas observe que se N tem uma sub raiz com fator acima de {\displaystyle a-b=47830.1}, o método de fermat já teria achado.
A divisão comum teria tentando normalmente até 48,432; mas depois de quatro passos usando o método de Fermat, nos precisamos dividir somente até 47830, para achar o fator ou promover a primalidade.
Com surge o método fatorial combinado. Escolha alguns {\displaystyle c>{\sqrt {N}}}; usando o Fermat método para fatores entre {\displaystyle {\sqrt {N}}} e {\displaystyle c}.  Isso da um "atalho" para a divisão comum, que é {\displaystyle c-{\sqrt {c^{2}-N}}}.  No exemplo acima, com {\displaystyle c=48436} o "atalho" para a divisão comum é de 47830.  Uma escolha razoável é {\displaystyle c=55000} dando um "atalho" de 28937.
Neste sentido, o método de Fermat dá retornos decrescentes. Um certamente parar antes deste ponto:
| a     | 60,001        | 60,002        |
| b2    | 1,254,441,084 | 1,254,561,087 |
| b     | 35,418.1      | 35,419.8      |
| a − b | 24,582.9      | 24,582.2      |

## Melhoria por Crivo
Não é necessário calcular todos os quadrados de base de {\displaystyle a^{2}-N}, nem mesmo examinar todos os valores {\displaystyle a}. Considere a tabela para {\displaystyle N=2345678917}:
| a  | 48,433 | 48,434  | 48,435  | 48,436  |
| b2 | 76,572 | 173,439 | 270,308 | 367,179 |
| b  | 276.7  | 416.5   | 519.9   | 605.9   |

Pode-se dizer rapidamente que nenhum desses valores de b2 são quadrados. (Quadrados são sempre congruentes a 0, 1, 4, ou 9 modulo 16.) Os valores repetidos com cada aumento de {\displaystyle a} por 10.  Por esse exemplo, adicionando '-17' mod 20 (ou 3), {\displaystyle a^{2}-N} produz 3, 4, 7, 8, 12, e 19 modulo 20 para esses valores.  É evidente que só sera possível que seja quadrado a partir de 4.  Assim, {\displaystyle a^{2}} deve ser 1 mod 20, o que significa que {\displaystyle a} é 1 ou 9 mod 10; isso produzira um b2 que terminara em 4 mod 20 e, se quadrado, {\displaystyle b} terminara em 2 ou 8 mod 10.
Isto pode ser realizado com qualquer módulo. Usando a mesmo {\displaystyle N=2345678917},
| modulo 16: | Quadrado são                            | 0, 1, 4, or 9                |
|            | N mod 16 é                              | 5                            |
|            | assim {\displaystyle a^{2}} só pode ser | 9                            |
|            | e {\displaystyle a} deve ser            | 3 ou 5 ou 11 ou 13 modulo 16 |
| modulo 9:  | Quadrado são                            | 0, 1, 4, or 7                |
|            | N mod 9 é                               | 7                            |
|            | assim {\displaystyle a^{2}} só pode ser | 7                            |
|            | e {\displaystyle a} deve ser            | 4 ou 5 modulo 9              |

Geralmente escolhe uma potencia de primo diferente para cada modulo.
Dada uma seqüência de a-valores (start, end, and step) e um modulo, pode-se proceder da seguinte forma:

FermatSieve(N, astart, aend, astep, modulus)
a ← astart
do modulus times: //vezes o modulo
b2 ← a*a - N
if b2 is a square, modulo modulus: //se b2 é quadrado, modulo do modulo
FermatSieve(N, a, aend, astep * modulus, NextModulus)
endif
a ← a + astep
enddo

Mas a recursão é parado quando poucos a-valores restantes; que é, quando (aend-astart)/astep é pequena. também, porque a' passos é constante, pode-se calcular sucessivas b2 com adições.

## Melhoria de multiplicador
O método de Fermat funciona melhor quando existe um fator perto da raiz quadrada de N.
Se a proporção aproximada de dois fatores ({\displaystyle d/c}) é conhecida, então o Número racional {\displaystyle v/u} pode ser escolhido perto deste valor. {\displaystyle Nuv=cv\cdot du}, e os fatores são aproximadamente iguais: O método de Fermat, aplicado a Nuv, vai encontra-los rapidamente. Então {\displaystyle \gcd(N,cv)=c} e {\displaystyle \gcd(N,du)=d}. (A não ser que c divide u ou d divide v.)
Geralmente, se a relação não é conhecida, vários {\displaystyle u/v} os valores podem ser julgados, e tentar fatorar cada resultado Nuv. R. Lehman desenvolveu uma maneira sistemática de fazer isso, de modo que o método de fermat unido a divisão comum pode fatorar N em {\displaystyle O(N^{1/3})} time.

## Outras melhorias
As ideias fundamentais do método de Fermat são a base da crivo quadrático e crivo do corpo geral de números, os algoritmos mais conhecidos de fatoração grande de Número semiprimo, que são o "pior caso". As principais melhorias do crivo quadrático faz sobre o método de Fermat é que em vez de simplesmente encontrar um quadrado na seqüência de {\displaystyle a^{2}-n}, encontrar um subconjunto de elementos dessa seqüência cuja produto é um quadrado, e ele faz isso de uma maneira altamente eficiente. O resultado final é o mesmo: a diferença do quadrado mod n que, se não trivial, podem ser utilizados o fator de n.